# Camellia hongkongensis
Camellia hongkongensis (Chino: 香港茶), la camelia de Hong Kong, es una especie de Camellia.

## Descripción
La Camellia hongkongensis es un pequeño árbol de hoja perenne que puede crecer hasta 10 m - 30 pies de altura. De la especie Camellia nativa de Hong Kong, solamente que esta especie tiene flores de color rojo.
Sus ramas jóvenes son de color marrón rojizo. Las hojas son coriáceas y oblongas, de 7 a 13 cm de largo. Las ramas jóvenes y las hojas son glabras.

## Distribución
En Hong Kong, tres individuos de la especie fueron descubiertos en un barranco en la Cumbre Victoria por el Coronel Eyre en 1849, más tarde se encontró en Pok Fu Lam, Nicholson Monte, Monte Parker en la Isla de Hong Kong. También se encuentra en la Provincia de Cantón.
Los ejemplares de Camellia hongkongensis están viviendo en los jardines públicos de Shing Mun Country Park. En Hong Kong, es una especie protegida por el Reglamento Forestal Cap. 96A.

## Taxonomía
Camellia hongkongensis fue descrito por Berthold Carl Seemann  y publicado en Transactions of the Linnean Society of London 22(4): 342, pl. 60. 1859.
Etimología
Camellia: nombre genérico otorgado en honor del botánico y misionero jesuita del siglo XVII, Jiří Josef Camel (también conocido como Camellus), quien transportó plantas de camelias desde Filipinas a Europa. Carlos Linneo nombró a este género en su honor.
hongkongensis: epíteto geográfico que alude a su localización en Hong Kong.
Sinonimia
- Thea hongkongensis (Seem.) Pierre[4]